# Athrotaxis laxifolia
Athrotaxis laxifolia або Athrotaxis × laxifolia — вид хвойних рослин родини кипарисових. Згідно з МСОП, докази гібридності цього таксону є непереконливими.

## Поширення, екологія
Країни проживання: Австралія (Тасманія). Росте в карликових гірських лісах і помірних тропічних лісах, де часто росте з іншими видами Athrotaxis на висотах від 900 до 1200 м. Насіння поширює вітер.

## Морфологія
Однодомне дерево з конічною, рідко розгалуженою кроною, 12–21 м висотою. Кора темно-оранжево-коричнева, глибоко тріщинувата, лущиться. Листки яйцювато-ланцетні, гострі, 6 мм довжиною, з 2 білими смугами знизу. Чоловічі шишки з 2 пилковими мішками. Жіночі шишки ростуть парами, яйцюваті, яскраво-жовті або бліді, 1,5–3 см шириною, ростуть на стеблах 2–3 мм довжини. Насіння з 2 вузькими крилами.

## Використання
Вид можна побачити в кількох дендраріях.

## Загрози та охорона
Оскільки росте, як правило, як поодинокі особини, рідко в невеликих групах, і в цілому з або поблизу одного або обох з інших видів А. cupressoides і А. selaginoides, знаходиться на межі вимирання в основному через низьке число особин в цілому. Майже всі вони зараз знаходяться в заповідниках, де збільшення частоти вогню є головною загрозою.